# ۴۳۴۴ بوکستهوده
سیارک ۴۳۴۴ (به انگلیسی: 4344 Buxtehude، نامگذاری:1988CR1) چهار هزار و سیصد و چهل و چهارمین سیارک کشف شده‌است که در ۱۱ فوریه ۱۹۸۸ کشف شد.
قدر مطلق سیارک برابر ۱۲٫۶۰ است.